# Latinská rčení, A
V tomto článku jsou uvedena některá známá latinská rčení, začínající písmenem A.
Latina měla na evropskou kulturu hluboký a dlouho trvající vliv. Od římské antiky přes křesťanství a humanismus až do 18. století byla její znalost u vzdělaných lidí samozřejmostí. V některých oborech se s latinskými názvy stále pracuje, užívají se různé obraty a ve starší literatuře se najde množství latinských citátů. Protože latinských obratů, rčení a přísloví je mnoho, je seznam vybraných seřazen podle abecedy a rozdělen podle počátečních písmen do samostatných článků.

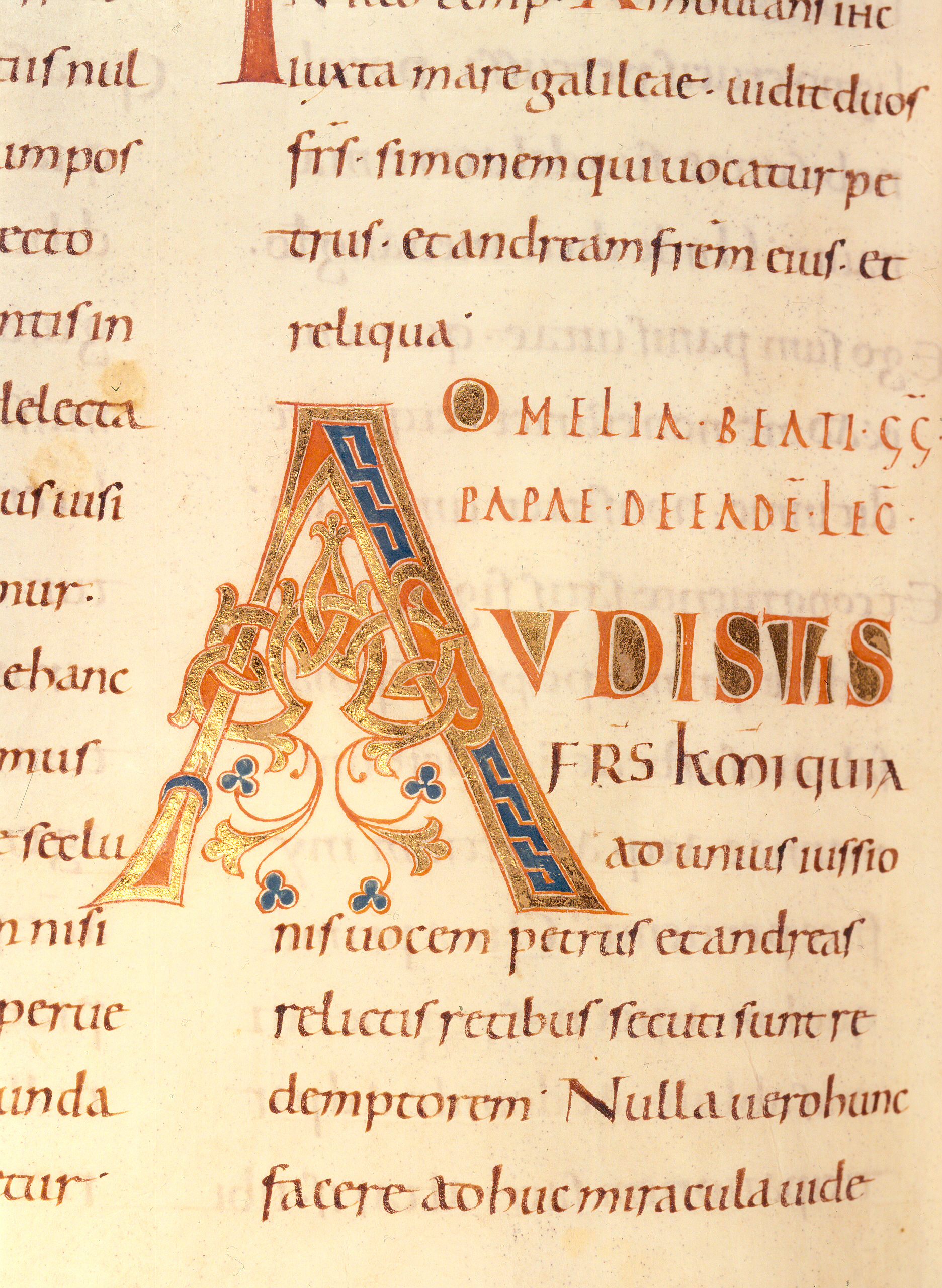
Iniciála A (Rukopis z kláštera Reichenau)

A
B
C
D
E
F
G
H
I
L
M
N
O
P
Q
R
S
T
U
V

## A
- A bove maiori discit arare minor – „od staršího vola orat se učí mladší“
- A cane non magno saepe tenetur aper – „I malý pes často zastaví kance“ (Ovidius, Ars amatoria), srv. „tichá voda břehy mele“
- A capite usque ad calcem – „od hlavy k patě“
- A contrario – „naopak“, argument z opaku
- A die insinuationis recepti – „ode dne doručení“
- A fortiore (a fortiori) – doslova „od silnějšího“, znamená obvykle „což teprve“, „tím spíše“ nebo naopak „tím méně“
- A limine – „od (samého) prahu“, původně soudní výrok na samém začátku řízení, v přeneseném smyslu „rozhodně, naprosto, bez diskuse“, například „odmítnout a limine“.
- A maiore ad minus – „od většího k menšímu“, logický postup od silnějšího, obecnějšího
- A mari usque ad mare – „od moře k moři“, heslo Kanady. Podle Žalmu 72.
- A mensa et toro – doslova „od stolu a polštáře“, rozvod od stolu a lože
- A minore ad maius – „od menšího k většímu“, logický postup od slabšího k silnějšímu
- A mundo condito – „od stvoření světa“
- A pedibus usque ad caput – „od nohou až k hlavě“, srv. české „od hlavy k patě“
- A posse ad esse – „od moci k být“ (aristotelská a tomistická definice vzniku)
- A posteriori – „od pozdějšího, následujícího“, soud na základě zkušenosti
- A priori – „od předchozího“, soud odvozený z pojmů samých bez odvolání na zkušenost
- A solis occasu, non ab ortu, describe diem – „Od Slunce západu, ne od východu popisuj den“. Srv. české „Nechval den před večerem.“
- A solis ortu usque ad occasum – „od východu Slunce až do západu“, tj. po celý den (Žalm 113,3)
- A verbis legis non est recendum – „od slov zákona nelze ustoupit“

## Ab
- Ab aeterno – „od věčnosti“
- Ab equis ad asinos – „od desíti k pěti“, doslova „od kobyly k oslu“
- Ab extra – „zvenčí“, ne ze sebe sama
- Ab hinc – „od nynějška, od této chvíle“
- Ab hoc et ab hac – „páté přes deváté“
- Ab homine homini cotidianum periculum – „člověk člověku každodenním nebezpečím“
- Ab igne ignem – „od ohně oheň“
- Ab imo pectore – „z hloubi srdce (prsou)“; „z celého srdce“ (Titus Lucretius Carus, De rerum natura, kap. 3)
- Ab initio – „od (samého) počátku“
- Ab instanitia absolutio – „osvobození pro nedostatek důkazů“
- Ab intestato – (dědictví) „od zemřelého bez závěti“
- Ab intra – „zevnitř, ze sebe sama“
- Ab Iove principium generis – „původ rodu sahá až k Bohu samému“ (Vergilius, Aeneis VII.)
- Ab irato – „od hněvivého“, v hněvu, v afektu
- Ab omnibus sua perspici probus cupit – „poctiví se s ničím netají“
- Ab origine – „od počátku“
- Ab ovo – „z vejce“. Líčit nějaký děj ab ovo je jako naše „od Adama“.
- Ab ovo usque ad mala – „od vajec po jablka“, obvyklý pořad římské hostiny
- Ab uno disce omnes – „podle jednoho poznej ostatní“
- Ab urbe condita – „od založení města“, údaj letopočtu od založení Říma (753 př. n. l.)
- Abiit ad plures – „přešel k většině“
- Abiit, non obiit – „odešel, nezemřel“, citát z Cicerona, užíval se na náhrobcích
- Abiturus – ten, kdo se chystá odejít. Odtud abiturient.
- Absens heres non erit – „nepřítomný dědit nebude“
- Absente cadavere – (pohřeb) „bez mrtvoly“
- Absente reo – (proces) „bez obžalovaného“
- Absiste moveri – „přestaň se znepokojovat“
- Absit! – rozhodně ne, Bůh uchovej!
- Absit iniuria verbis – „ať řeč nikoho neurazí“ (Livius, Dějiny)
- Absit invidia dicto – „není v tom žádná závist“ (v tom, co bylo řečeno)
- Absit invidia verbo – „nebudiž vykládáno za zlé“
- Absit violentia rebus – „ať se věci dějí bez násilí“ (Jan Amos Komenský)
- Absolvo te – dávám ti rozhřešení, latinská zpovědní formule
- Absque nota – bez údaje, chybí označení, N/A
- Abundans cautela non nocet – „přílišná péče není na škodu“
- Abusus digitorum – „zneužití prstů“
- Abusus non tollit usum – „zneužití není námitka proti (řádnému) používání“
- Abyssus abyssum invocat – „propast volá propast“, srv. „Z neštěstí do neštěstí“ (Bible, Ž 41,8)

## Ac
- Accepto damno ianuam claudo – „když mě vykradli, zamykám dveře“
- Accidit in puncto, quod non speratur in anno – „v jediném okamžiku se přihodí, co by člověk nečekal za celý rok“, heslo Ferdinanda I. Habsburského
- Accingunt omnes operi – „všichni se chystají do práce“
- Accipere quam facere praestat iniuriam – „křivdu lépe snášet než způsobit“ (Cicero, Disputationes tusculanae, podle Platóna)
- Accusare nemo se debet nisi coram Deo – „nikdo nemá obviňovat sám sebe, leda před Bohem“
- Acta deos nunquam mortalia fallunt – „činy lidské nikdy nejsou tajny bohům“
- Acta est fabula, plaudite – „představení skončilo, zatleskejte!“, závěr římských komedií, také poslední slova císaře Augusta.
- Acta non verba – „činy, ne slova“
- Actam rem agere – dělat, co je hotové, znovu jednat o již rozhodnuté věci
- Acti labores iucundi – „minulá námaha těší“
- Actio nata – „žaloba se narodí“, okamžik, kdy se subjektivní právo mění na nárok a kdy tedy lze podat žalobu k soudu
- Actio recta non erit, nisi recta fuerit voluntas – „jednání není dobré, pokud není z dobré vůle“
- Actio–sacrificium–caritas. – „Práce–oběť–láska.“ Biskupské heslo Štěpána Maria kardinála Trochty
- Actio semel extincta non reviviscit – „jednou vyhaslý (právní) nárok neobživne“
- Actioni nondum natae non praescribitur – „nevzniklá žaloba se nepromlčuje“
- Actus reus – „zločin“, čin, který vytvořil vinu

## Ad
- Ad – předložka k, ke; „ad 2)“ – k bodu 2 (někdy používáno nesprávně ve smyslu (definice) „za druhé: …“)
- Ad absurdum – (dovést úvahu) „k nesmyslu“
- Ad acta – (odložit) „mezi akty“, do archivu, a považovat tedy za vyřízené
- Ad alta – „k výšinám!“
- Ad analogia – podle analogie, analogicky
- Ad aram confugere – „utéci se k oltáři“, kde platí právo azylu
- Ad arma! – „ke zbraním!“, odtud italské „all´arme!“ a naše alarm.
- Ad astra per aspera, také jako Per aspera ad astra – „Trnitou cestou ke hvězdám“, heslo státu Kansas (překládáno většinou jako „Přes překážky (útrapy) ke hvězdám“)
- Ad audiendum verbum – něco si vyslechnout, jít na kobereček, na slovíčko, výtka mezi čtyřma očima
- Ad augusta per angusta – doslova „úzkou cestou k vznešenému“, překládáno někdy také jako „Přes překážky ke hvězdám“ nebo „Přes úskalí k výšinám“[1]
- Ad balneum – ke koupeli (na lékařských předpisech)
- Ad bestias – (být předhozen) dravým zvířatům v cirku
- Ad capsulas – do tobolek, do kapslí (na lékařských předpisech)
- Ad capsulas amylaceas – do oplatek (na lékařských předpisech)
- Ad capsulas gelatinosas – do želatinových tobolek (na lékařských předpisech)
- Ad captandum vulgus – „aby na to chytil lid“, o demagogovi a demagogii
- Ad chartam, ad chartas' – do váčku, do váčků (na lékařských předpisech)
- Ad deliberandum – na uváženou, k uvážení, k rozvaze
- Ad Deum – „k Bohu“
- Ad diagnosim – k diagnostickým účelům (na lékařských předpisech)
- Ad exemplum – například, kupříkladu, jako příklad
- Ad fictile – do kelímku (na lékařských předpisech)
- Ad finem – na konec, koncem
- Ad fontes – „k pramenům“, heslo humanismu
- Ad fundum – „do dna“
- Ad gloriam – pro slávu, pro oslavení někoho
- Ad hoc – „k tomuto“ (jednotlivému případu), improvizovaně
- Ad hominem – „ke člověku“; argument ad hominem využívá něčeho, co se týká osoby protivníka
- Ad honorem – „ke cti, k poctě“
- Ad illustrandum – pro ilustraci, pro názornost, na dokreslení, praktický příklad
- Ad infinitum – „do nekonečna“
- Ad informandum – pro informaci, na vědomí
- Ad informationem medici – k informaci lékaře (na lékařských předpisech)
- Ad interim – „na přechodnou dobu“, provizorně
- Ad Kalendas Graecas – „do řeckých Kalend“, tj. odložit do nekonečna, neboť Řekové žádné Kalendy neměli
- Ad libitum – „podle libosti“, například v hudebním zápisu znamená improvizaci
- Ad litem – „k procesu“, o přizvaných osobách
- Ad litteram – „do písmene“, doslova
- Ad lucem – „ke světlu“, motto lisabonské univerzity
- Ad Maiorem Dei Gloriam (AMDG) – „k větší slávě boží“, heslo jezuitského řádu i J. S. Bacha
- Ad manus medici – „k rukám lékaře“
- Ad manus proprias – do vlastních rukou
- Ad marginem – na okraji, poznámka na okraj
- Ad multos annos – „na mnohá léta“, přípitek
- Ad nauseam – (opakovat něco) „až ke zvracení“
- Ad notam nebo ad notitiam – na vědomí, na vědomost
- Ad oculos – (předvést přímo) „před oči“, doložit, ukázat
- Ad omne opus bonum parati – „Připraveni ke každému dobrému dílu“
- Ad perpetuam (rei) memoriam – „na věčnou památku (věci)“
- Ad patres – k předkům, (odebrat se) za svými otci – zemřít
- Ad personam – osobně, vlastní osobě, pro vlastní osobu, sám sobě
- Ad publicandum – k uveřejnění, ke zveřejnění, k opublikování
- Ad rationem – na účet
- Ad referendum – o čem třeba podat zprávu (kvalifikovanou informaci), věcně referovat
- Ad rem – „k věci“
- Ad sanitatem – „na zdraví“
- Ad spectatores – k publiku, k divákům
- Ad tempus concessa post tempus censetur denegata – „co se připustilo na čas, je po jeho uplynutí automaticky odepřeno“ (Codex Justiniani, 10,61,1)
- Ad usum Delphini – „pro potřebu Dauphina“, původně o knihách, které nechal král Ludvík XIV. zbavit choulostivých míst, než je dal číst mladému princi.
- Ad usum proprium – „k vlastní potřebě“
- Ad valorem – podle hodnoty, dle ceny, za cenu
- Ad verbum audiendum – k domluvě, k napomenutí, vyslechnutí pokynů, dle ústní domluvy, podle ústního přání
- Ad vitrum – do lahvičky (na lékařských předpisech)
- Ad vocem – stran něčeho, týkající se něčeho
- Adaequatio intellectus et rei – „připodobnění mysli a věci“, definice pravdy (Tomáš Akvinský)
- Addito salis grano – „když se přidá zrnko soli“
- Adhuc flagranti crimine – (chytit) „přímo při činu“
- Adsum – „jsem přítomen, zde!“
- Adveniat regnum tuum – „přijď království tvé“, verš z modlitby Otče náš
- Adventus – „příchod“
- Advocatus diaboli – „advokát ďáblův“, při procesech svatořečení odpůrce kanonizace; odtud přeneseně pro člověka, který hájí opačné stanovisko, než s jakým souhlasí (zpravidla „z principu“, aby se nepřehlédly námitky nebo negativa dané věci)

## Ae
- Aegrescit medendo – „stůně z léčení“, léčba je horší než sama nemoc
- Aegri somnia – „sny nemocného“. (Horatius, Ars poetica 7.)
- Aequat omnes cinis – „popel všechny srovná“, o rovnosti lidí ve smrti
- Aetas nulla ad discendum sera – „v žádném věku není na učení pozdě“ (Augustinus)
- Aetas volat – „věk (čas) letí“
- Affidavit – „odpřisáhl“, potvrdil
- Age, quod agis – „co děláš, udělej“ (řádně)
- Agenda – „věci k udělání“, agenda
- Agnus Dei – Beránek boží, symbol Ježíše Krista

## Al
- Alea iacta est – „kostky jsou vrženy“. Výrok připisovaný Juliu Caesarovi, který roku 49 př. n. l. váhal před řekou Rubikon v severní Itálii, až přišel neznámý pastýř a zatroubil k útoku. Tím byly „kostky vrženy“. Ve skutečnosti Caesar tento výrok nikdy neřekl, poprvé se objevil až ve Shakespearově tragédii Julius Caesar[zdroj?]
- Alia res sceptrum, alia plectrum – „žezlo je něco jiného než loutna“
- Alias – „jinak“, například pseudonym nebo přezdívka
- Alibi – „jinde“, podezřelý se obhájí, pokud prokáže, že byl jinde
- Aliena nobis, nostra plus aliis placent – Nám se víc líbí cizí, to naše jiným (Publius Syrus)
- Alieni iuris – (osoba) „cizího práva“, o nesvéprávných osobách (žena, děti), jejichž právní postavení se odvozuje od statutu otce
- Aliquid haeret – „něco přece uvízne“, např. z pomluvy, i když je vyvrácena
- Aliis ne feceris, quod tibi fieri non vis – „co nechceš, aby ti jiní činili, nečiň ty jim“, tzv. Zlaté pravidlo
- Alis volat propriis – „létá na vlastních křídlech“, kdysi heslo státu Oregon
- Alma mater – „Živící matka“ – obecně (s malými písmeny) označení absolvované školy, zejména vysoké; heslo univerzity v Bologni
- Alter ego – „druhé já“, původně o blízkém příteli
- Alterius contractu nemo obligatur – „cizí smlouva nikoho nezavazuje“
- Alterius lucra dolet invidus ut sua damna – prospěch druhého mrzí závistivce jako vlastní škoda
- Alterius veste nemo vestitur honeste – cizí šaty nikdo se ctí nenosí
- Alumnus – „žák, chovanec“, v USA bývalý student (absolvent)

## Am
- Ama et fac, quod vis – „miluj, a pak dělej co chceš“ (Augustinus)
- Amantes amentes – „milenci – šílenci“ (Terentius, Andria I.3.)
- Amanti nihil difficile – „milujícímu nic nepřijde zatěžko“
- Amantium ira amoris integratio est – „hněvání milenců upevňuje lásku“ (Publius Syrus)
- Amat victoria curam – „štěstí přeje připraveným“ (anglicky: victory loves preparation)
- Amici, diem perdidi – „přátelé, den jsem ztratil“ (Suetonius, Titus 8)
- Amici fures temporum – „přátelé jsou zloději času“
- Amicitia nisi inter bonos esse non potest – „přátelství může být jen mezi dobrými lidmi“
- Amicitiae immortales, mortales inimicitiae debent esse – „přátelství má být nesmrtelné, nepřátelství smrtelné“
- Amicos secundae res parant, adversae probant – Úspěch přátele získává, neštěstí prověřuje (Seneca ml.,] Kniha mravních naučení 51)
- Amicus certus in re incerta cernitur – „přítel se pozná v nejisté situaci“
- Amicus curiae – „přítel soudu“, v anglosaském právu přizvaná osoba
- Amicus omnibus, amicus nemini – „přítel všech není přítelem nikoho“
- Amicus Plato, sed magis amica veritas – „Platón je přítel, ale pravdě musím dát přednost“, připisováno Aristotelovi
- Amor fati – láska k osudu
- Amor gignit amorem – „láska plodí lásku“
- Amor tollit timorem – „láska zbavuje strachu“ (Bernard z Clairvaux)
- Amor vincit omnia – „láska všechno přemáhá“ (Vergilius, Zpěvy pastýřské 10,69)

## An
- Anima Mundi – „duše světa“
- Anima naturaliter Christiana – „duše od přírody křesťanská“
- Anima vegetativa, sensitiva, cogitativa – „duše rostlinná, vnímající a myslící“, rozdělení duší u Aristotela
- Animarum dies – „den dušiček“, 2. listopad
- Animus celandi, decipiendi – úmysl utajit, klamat
- Animus iniurandi – „záměr urážet“
- Animus rem sibi habendi – „záměr mít věc pro sebe“
- Animal laborans – „pracující živočich“ (Hannah Arendtová)
- Animal rationale – „rozumný živočich“. Ciceronův překlad řeckého zóon logon echon.
- Animal symbolicum – „symbolický živočich“ (Ernst Cassirer)
- Animo aequo – s klidnou, vyrovnanou myslí
- Anni currentis (praeteriti, futuri) – „tohoto (minulého, budoucího) roku“
- Anno aetatis suae XX – „v XX roce svého věku“, častý nápis u portrétů
- Anno Domini (A. D.) – „léta Páně“ (křesťanského letopočtu)
- Anno salutis – „léta naší spásy“ (křesťanského letopočtu)
- Annuit cœptis – (Bůh) „schválil naše počínání“
- Annus civilis – „občanský rok“
- Annus horribilis – „strašný rok“
- Annus mirabilis – „zázračný rok“
- Annus terribilis – „strašlivý rok“
- Ante bellum – „před válkou“
- Ante cibum (a. c.) – „před jídlem“ (na lékařském předpisu)
- Ante faciem Domini – „před tváří Páně“
- Ante Christum natum – „před narozením Krista“ čili před Kristem, př. n. l.
- Ante litteram – „než se tak říkalo“; Ikaros byl pilot ante litteram
- Ante meridiem (a. m.) – „před polednem“
- Ante mortem – „před smrtí“
- Anulus piscatorius – „rybářský prsten“ římských papežů

## Ap
- Apage Satanas – „jdi pryč, Satane!“ citát z evangelia (Mt 16,23)
- Apertis oculis – s otevřeným očima
- Apollini et Musis – (věnováno) „Apollónovi a múzám“; nápis na muzeích, divadlech a koncertních síních
- Aqua vitae – „voda života“
- Aquila non captat muscas – „orel nechytá mouchy“

## Ar
- Arbiter elegantiarum – „rozhodčí ve věcech vkusu“
- Arbor vitae – strom života
- Arma virumque cano, Troiae qui primus ab oris Italiam fato profugus Laviniaque venit. „O válce zpívám a reku, jenž první z krajiny trójské připlul k italské zemi, hnán osudem, k lavinským břehům.“ (Vergilius – Aeneis: 1, I–II)

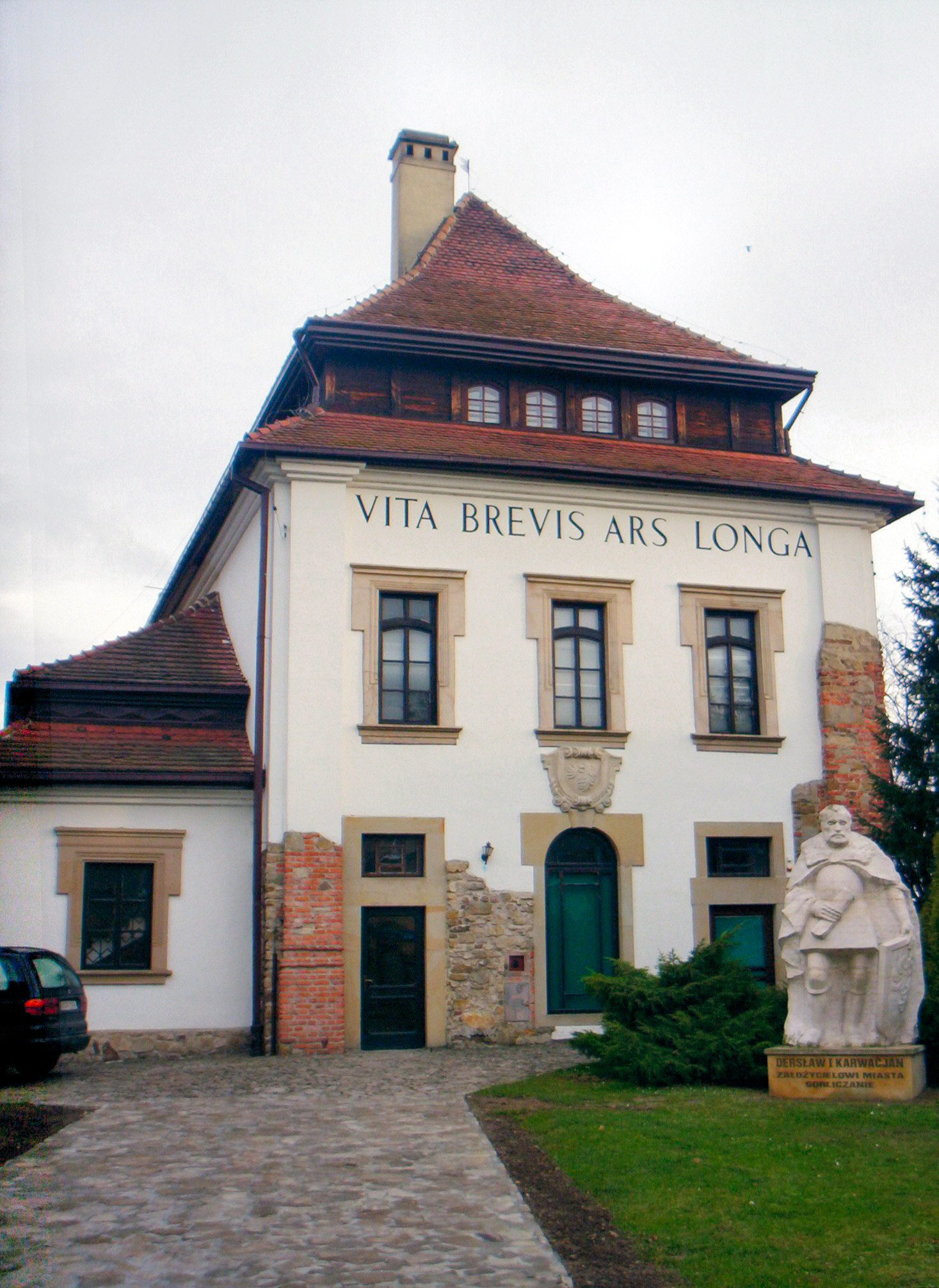
Gorlice: latinská fráze na budově galerie

- Arcanum boni tenoris animae – „Tajemství dobré nálady“ (heslo Pivovaru Starobrno)
- Ardua res est regi simul carum esse et gregi – „Těžko se současně zalíbit králi i lidu“
- Argenteis pugna armis atque omnia vinces – „Bojuj stříbrnou zbraní (tj.penězi) a všechno zmůžeš“
- Argumentum ab impossibili – z nemožnosti
- Argumentum ad hominem – k osobě, osobní
- Argumentum ad ignorantiam – z neznalosti
- Argumentum ad misericordiam – z milosrdenství
- Argumentum ad oculos – z očividného, před očima
- Argumentum ad rem – k věci, věcný
- Argumentum ad veritatem – z pravdivosti
- Argumentum ambiguum – nejistý, dvojznačný
- Argumentum baculinum – argument holí
- Argumentum e contrario – z opaku, z protikladu
- Argumentum ex silentio – z mlčení (pramene, dokumentu)
- Ars longa, vita brevis – „umění (učení) je dlouhé, život krátký“ (Užívá se v běžné řeči vzdělanců a omlouvá nedostatečnost každého vědění, obtížnost nekonečného vzdělávání.)
- Ars moriendi – „umění (dobře) umírat“
- Ars vivendi – „umění (dobře) žít“
- Artificem commendat opus – Dílo doporučuje (svého) umělce
- Artis Bohemiae Amicis – „Přátelům českého umění“ (medaile Ministerstva kultury ČR k ocenění dlouhodobé a významné činnosti fyzické osoby, jež cílevědomě přispěla nebo přispívá k šíření dobrého jména české kultury v tuzemsku i v zahraničí)
- At vero – „na druhou stranu…“

## Au
- Audentes fortuna iuvat – „Štěstěna přeje odvážným“
- Audemus jura nostra defendere – „nebojíme se bránit svá práva“, heslo státu Alabama
- Audi – „slyš!“
- Audiatur et altera pars – „vyslechněte i druhou stranu“
- Audio, video, disco – „slyším, vidím, učím se“
- Audi, vide, tace – „poslouchej, dívej se a mlč“ (heslo Bezpečnostní informační služby ČR: dobře naslouchat, dobře se dívat a o své práci mlčet)
- Aurea mediocritas – „zlatý střed“ (Horatius, Odae)
- Auri sacra fames – „prokletý hlad po zlatu“ (Vergilius, Aeneis 3,56)
- Austriae est imperandum orbi universo – „Rakousko musí panovat celému světu“
- Aut Caesar aut nihil – „buď císař, anebo nic“; heslo Cesare Borgia
- Aut vincere aut mori – „zvítězit nebo zemřít“
- Ave anima pia – buď zdráva, duše zbožná
- Ave atque vale – „buď zdráv a sbohem“ (Catullus na hrobě svého bratra)
- Ave Caesar, morituri te salutant – „Buď zdráv Césare, na smrt jdoucí tě zdraví“; odsouzenci před zápasem v naumachii. (Suetonius, Claudius 21.)
- Ave Maria – „buď zdráva, Maria“, citát z evangelia (Lk 1,28) a začátek modlitby Zdrávas Maria. Často zhudebněna.